# Vîșenkî, Borîspil
Vîșenkî (în ucraineană Вишеньки) este localitatea de reședință a comunei Vîșenkî din raionul Borîspil, regiunea Kiev, Ucraina. În secolul al XIX-lea, satul Vîșenkî făcea parte din volostul Brovarî, uezdul Oster.

## Demografie
Componența lingvistică a localității Vîșenkî
     Ucraineană (96,76%)
     Rusă (3%)
     Alte limbi (0,13%)
Conform recensământului din 2001, majoritatea populației localității Vîșenkî era vorbitoare de ucraineană (96,76%), existând în minoritate și vorbitori de rusă (3%).